# Panthera crassidens
Espèce
Panthera crassidens serait une espèce éteinte de léopard d'Afrique australe, dans la famille des Felidae.

## Description
Panthera crassidens aurait vécu en Afrique australe pendant le Pliocène supérieur et le Pléistocène inférieur. On n'en connaît que de rares fossiles fragmentaires, ce qui laisse un doute sur la validité de l'espèce.

## Publication originale
- Robert Broom, Some South African Pliocene and Pleistocene mammals, Annals of the Transvaal Museum, vol. 21, p. 1-38, 1948